# Aulonothroscus tenuestriatus
Aulonothroscus tenuestriatus is een keversoort uit de familie dwergkniptorren (Throscidae). De wetenschappelijke naam van de soort werd in 1960 gepubliceerd door Antonio Cobos Sánchez.